# Ciclón tropical mediterráneo

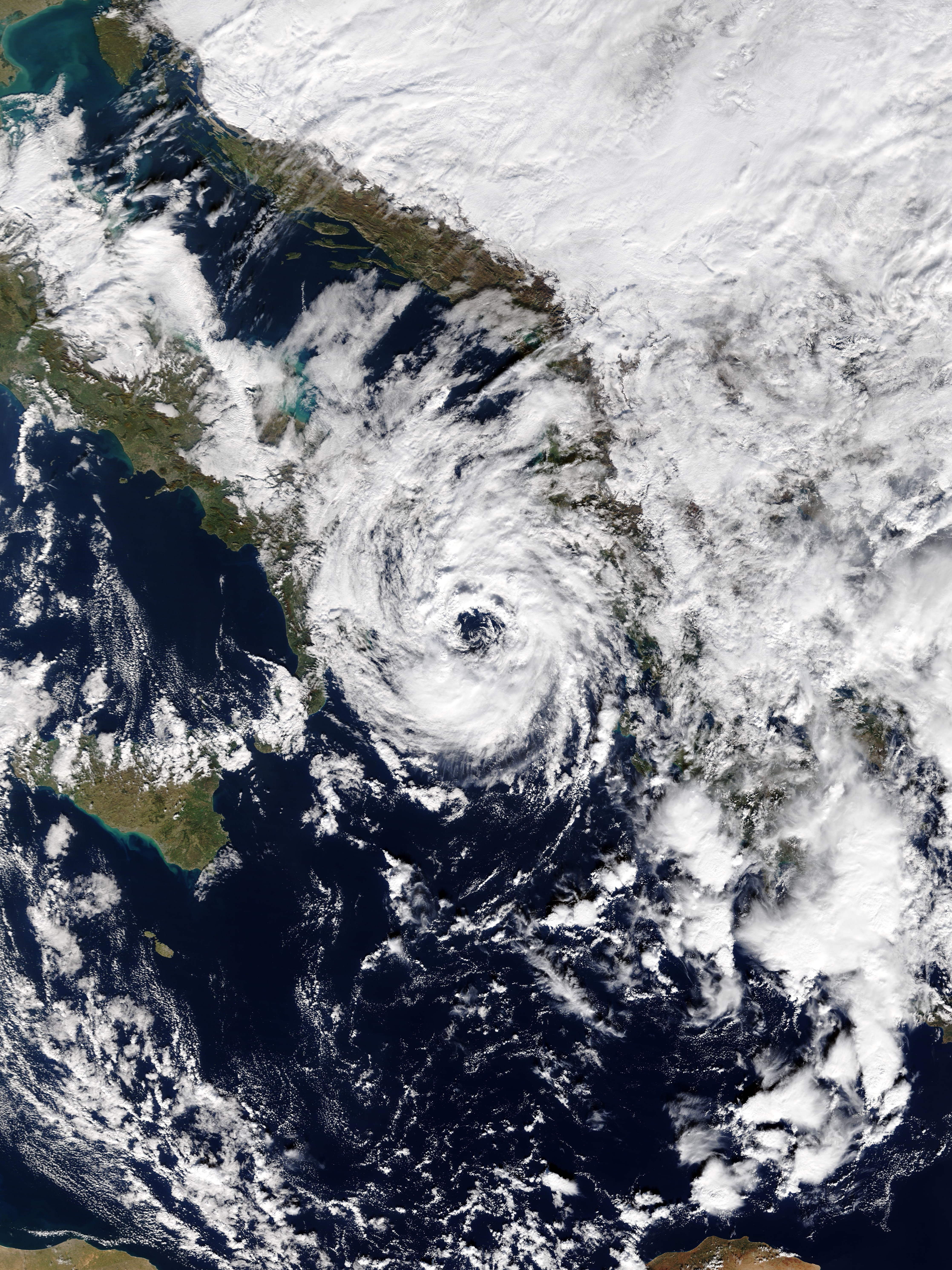
Ciclón Numa el 18 de noviembre de 2017 al sur de Italia.

Un ciclón tropical mediterráneo (conocido también como medicán, del inglés medicane: Mediterranean hurricane, «huracán mediterráneo») es un fenómeno meteorológico que se desarrolla en el Mar Mediterráneo. Estos sistemas de bajas presiones son objeto de debate por parte de la comunidad científica al existir confusión sobre si realmente son ciclones tropicales, ciclones subtropicales o bajas polares. Sus orígenes son generalmente no tropicales desarrollándose en aguas abiertas.
Debido al clima seco de la región mediterránea, la formación de ciclones tropicales es infrecuente, con solo 100 tormentas tropicales similares entre 1947 y 2011. Sin embargo, ninguna agencia es oficialmente responsable de monitorear la formación y el desarrollo de los medicanes. 
La ciclogénesis subtropical se produce típicamente en dos regiones separadas. La primera, que abarca áreas del Mediterráneo occidental, es más propicia para el desarrollo que la otra, el mar Jónico al este.
Los medicanes se distinguen por su parecido visual con los ciclones tropicales en las imágenes de satélite. Comparten similitudes en sus características dinámicas con las de los ciclones tropicales: un núcleo cálido, una estructura asimétrica y vientos giratorios con bandas de nubes en espiral alrededor del ojo central. Los fuertes vientos asociados pueden alcanzar la fuerza de un huracán (categoría 1).
La geografía montañosa de la región plantea dificultades adicionales a pesar de ser favorable para el desarrollo de condiciones climáticas severas y la actividad convectiva en general por lo que sólo con circunstancias meteorológicas anormales pueden formarse medicanes.

## Formación
Los ciclones tropicales mediterráneos se pueden desarrollar sobre aguas con temperaturas superficiales sustancialmente más bajas que las de los océanos tropicales con temperatura superficial (TSM) de 15 a 23 °C, muy por debajo del umbral de 26.5 °C de los ciclones tropicales. Se requiere la presencia de aire frío en las capas superiores de la atmósfera para fomentar el desequilibrio termodinámico. Generalmente se da cuando una depresión aislada se mueve sobre la región. La masa de aire debe ascender y enfriarse para mantener el equilibrio. Por lo tanto, el aire debajo es inusualmente frío y húmedo. Su baja temperatura, en combinación con el calor relativo del mar subyacente, y su alta humedad relativa proporcionan una incubadora ideal para un desarrollo similar al de un huracán.
La mayor incidencia de los medicanes ocurre entre finales de otoño e invierno debido a las TSM cálidas que favorecen la convección en el centro de los ciclones.

## Ejemplos de casos registrados

### Septiembre de 1996

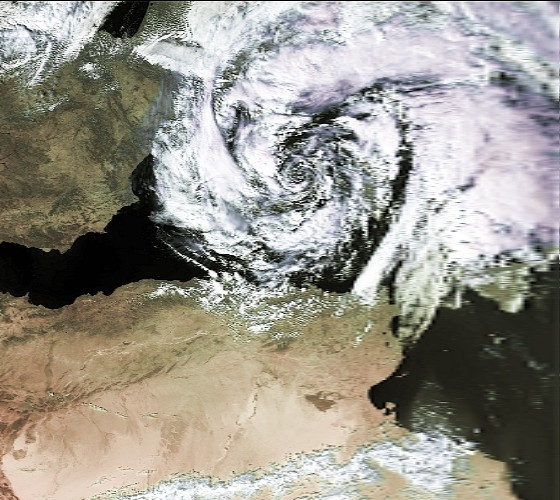
Medicán situado sobre las Islas Baleares el 7 de octubre de 1996.

Tres medicanes notables se desarrollaron en 1996. El primero, a mediados de septiembre de 1996, era un típico ciclón tropical mediterráneo que se desarrolló en la región de las Islas Baleares. En el momento de la formación del ciclón, un poderoso frente frío atlántico y un frente cálido asociado con un punto bajo a gran escala, produjo vientos del noreste sobre la península ibérica, extendiéndose hacia el este hasta el Mediterráneo, mientras que la abundante humedad se acumulaba en la baja troposfera sobre el canal de Baleares. En la mañana del 12 de septiembre, una perturbación se desarrolló sobre Valencia (España) cayendo fuertes lluvias en la costa, incluso sin llegar a tierra. Un ojo se desarrolló poco después, ya que el sistema atravesó rápidamente Mallorca y Cerdeña en su camino hacia el este. Tocó tierra en la costa del sur de Italia en la noche del 13 de septiembre con una presión atmosférica mínima de 990 mbar, disipándose poco después de llegar a tierra, con un diámetro de unos 150 km.
En la Comunidad Valenciana y otras regiones del este de España, la tormenta generó fuertes precipitaciones, mientras que seis tornados aterrizaron sobre las Islas Baleares. Al acercarse a la costa de las Islas Baleares, la baja temperatura del núcleo cálido indujo una caída de presión de 11 mbar en Palma de Mallorca, antes de la llegada del ciclón tropical. Medicanes tan pequeños como el que se formó en septiembre de 1996 son atípicos y, a menudo, requieren circunstancias diferentes incluso a las requeridas para la formación regular de ciclones tropicales en el Mediterráneo. La advección cálida de bajo nivel -transferencia de calor a través del aire o el mar- causada por un nivel bajo a gran escala sobre el Mediterráneo occidental fue un factor primordial en el aumento de la convección fuerte.

### Octubre de 1996
El ciclón de tipo baroclínico se originó en las costas de Argelia el 6 de octubre de 1996, se ubicó debajo de una depresión aislada avanzando hacia el norte hasta Cerdeña y las Islas Baleares, manteniendo estructuras frontales que indicaban su origen extratropical. El 7 de octubre presentaba un núcleo caliente con una estructura en forma de ojo y una presión de 999 hPa a nivel del mar. El sistema tocó tierra por primera vez en Cerdeña perdiendo su estructura tropical; sin embargo, el 8 de octubre, el ciclón se reintensificó generando nuevamente una forma de ojo con una convección profunda. El 9 de octubre paso por la isla de Ustica por la tarde con vientos de 22.5 m/s2 y finalmente el 10 de octubre se disipa en Calabria.

### Ciclón Rolf
En noviembre de 2011, se formó el primer ciclón tropical mediterráneo designado oficialmente por la Administración Nacional Oceánica y Atmosférica (NOAA), bautizado como Tormenta Tropical 01M por la Subdivisión de Análisis de Satélites, y recibió el nombre de Rolf por la Universidad Libre de Berlín. Un canal de nivel superior en la parte continental de Europa se estancó cuando se acercaba a los Pirineos antes de acercarse e interactuar con la baja conocida como Rolf. En consecuencia, las fuertes lluvias cayeron sobre las regiones del sur de Francia y el noroeste de Italia, lo que provocó derrumbes e inundaciones generalizadas. El 5 de noviembre, Rolf rebajó la velocidad mientras estaba estacionado sobre el Macizo Central francés, manteniendo una presión de 1000 mbar. Un frente estacionario, situado entre Madrid y Lisboa, se acercó a Rolf el mismo día. El frente frío más tarde se encontró y se asoció con Rolf, que continuaría durante varios días.

### Ciclón Qendresa

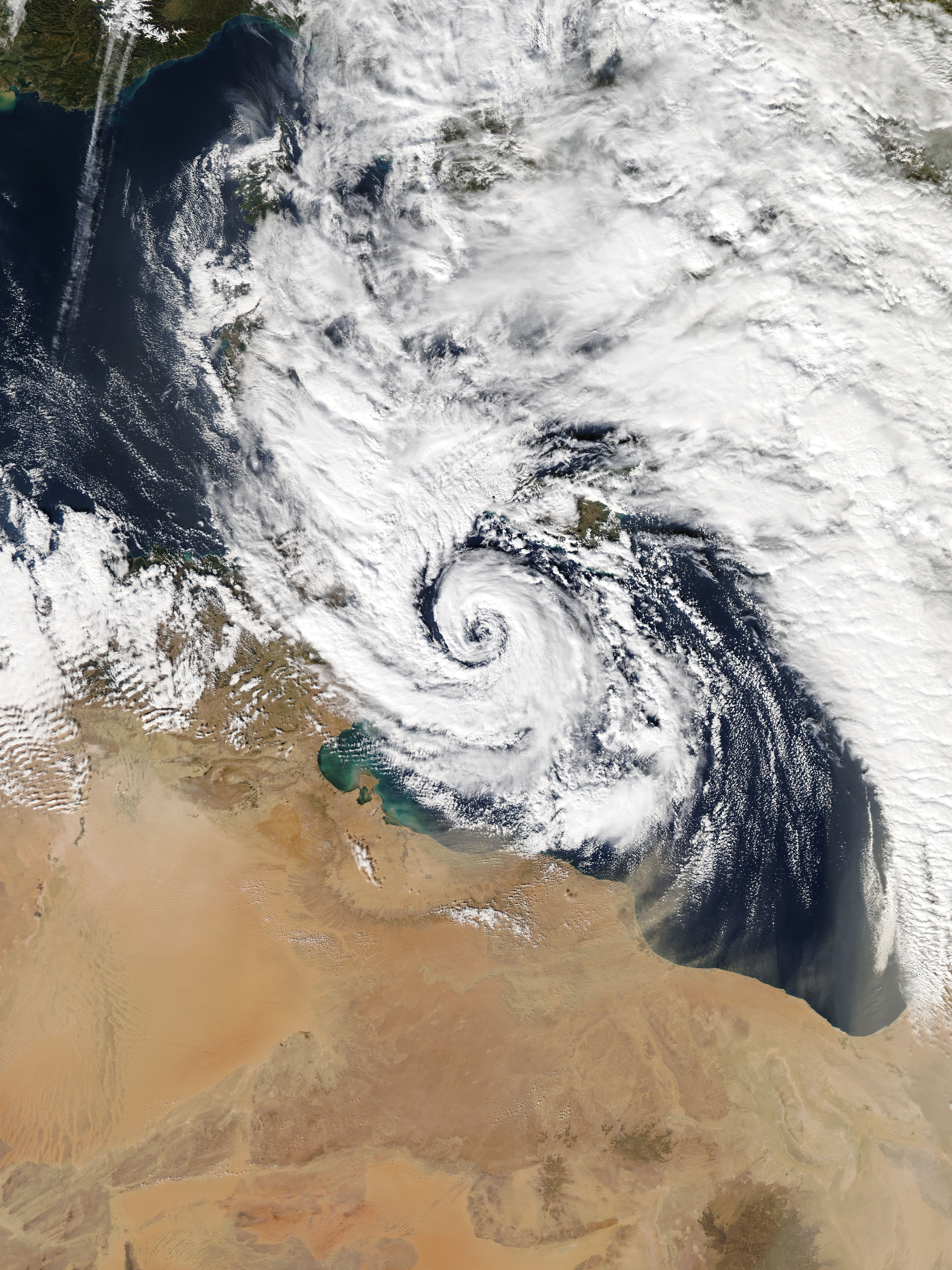
Ciclón Qendresa al norte de Túnez el 7 de noviembre de 2014.

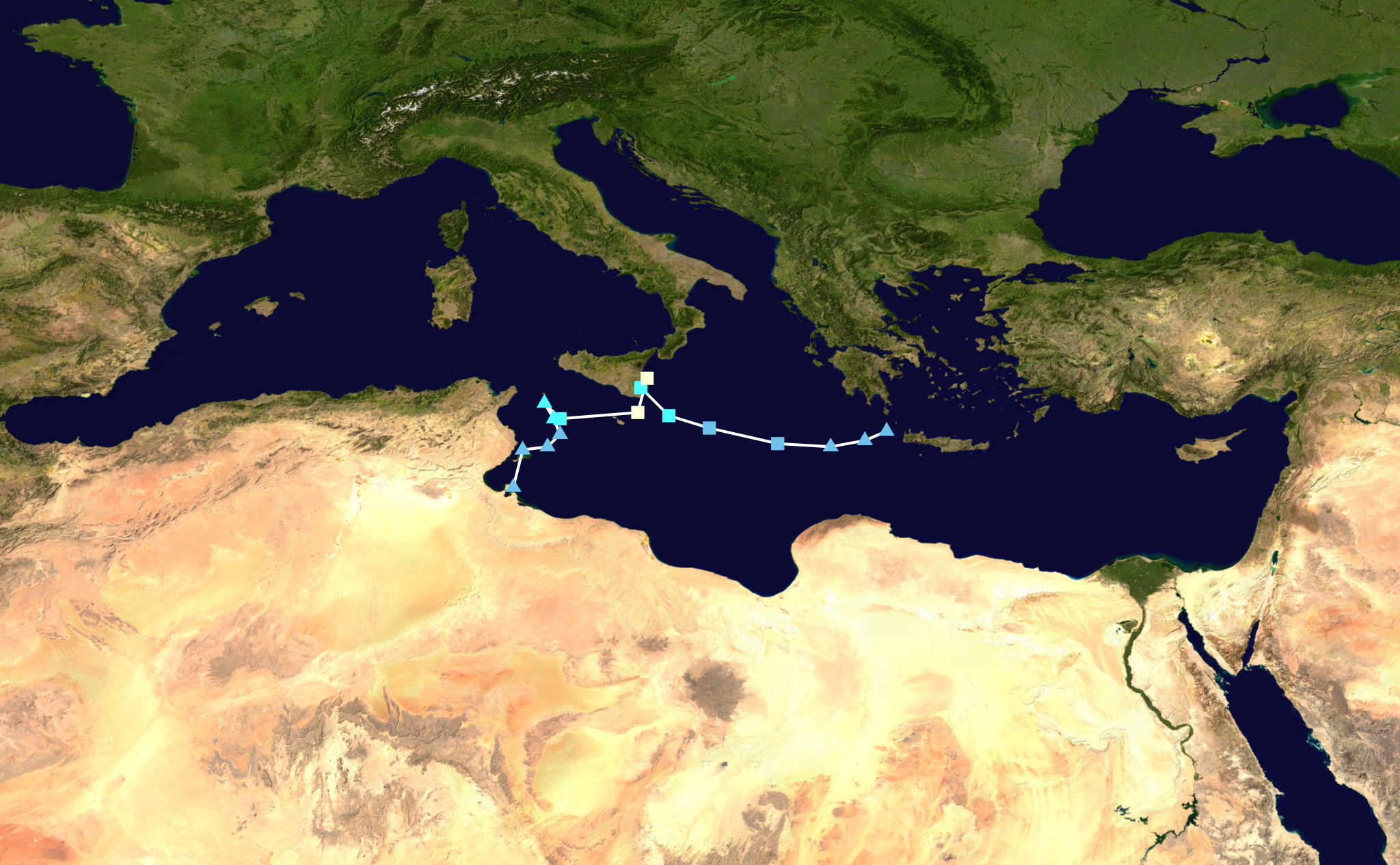
Ruta seguida por el Ciclón Qendresa.

Un medicán, nombrado como Qendresa I por la Universidad de Berlín, se formó en el Mar Mediterráneo el 7 de noviembre de 2014. El ciclón tropical se desplazó por la isla de Malta, produciendo vientos sostenidos de 110 km/h y ráfagas superiores a los 154 km/h, con una presión mínima de 979 hPa. Más al oeste, la isla de Lampedusa fue devastada con vientos sostenidos de hasta 140km/h y que afectaron docenas de botes destruidos.

### Ciclón Numa
El Ciclón Numa fue un ciclón tropical mediterráneo con características de ciclón subtropical. Se formó el 12 de noviembre de 2017 sobre las islas británicas a partir de los restos de la tormenta tropical Rina, la decimoséptima tormenta nombrada de la temporada de huracanes en el Atlántico de 2017. Posteriormente, el 17 de noviembre, Numa adquirió características subtropicales, deviniendo en un medicán.
Después de su paso por Francia e Italia, se divide en dos centros de baja presión, Numa I y Numa II; Numa I se disipa el 14 de noviembre y Numa II domina el sistema denominándose simplemente "Numa". Avanza y se detiene sobre la isla de Sicilia con fuertes lluvias, después se desplaza el 16 de noviembre al sureste adquiriendo características subtropicales. Estacionado en el mar Jónico el 17 de noviembre, Numa perdió su sistema frontal y Meteo France anunció que Numa alcanzó el estatus de depresión mediterránea subtropical.
El 18 de noviembre Numa tocó tierra en Grecia generando marejadas ciclónicas en el golfo de Patras con ráfagas de viento dañinas. Lluvias de otros sistemas de tormentas se habían producido días antes en Grecia continental, y con la llegada de Numa las inundaciones empeoraron dejando a su paso 21 personas fallecidas, 1 desaparecida, más de un tercio de los edificios destruidos en la ciudad de Nea Peramos, colapso de los servicios básicos y aproximadamente más de 100 millones (USD, 2017) en pérdidas económicas.

### Ciclón Jenofonte
El ciclón tropical mediterráneo Jenofonte fue un ciclón sobre el mediterráneo con vientos y rachas equivalentes a los de un huracán categoría 1 o 2. El 26 de septiembre de 2018 el ciclón no estaba prácticamente formado pero se notaban las fuertes tormentas generadas por una DANA que fue la que dio lugar a la formación del medicán en sí. Jenofonte afectó el sureste de Italia, Grecia, Libia, Malta y Turquía con vientos de unos 100 a 150 km/h y precipitaciones cuantiosas.

### Ciclón Ianos
El 14 de septiembre de 2020, un área de baja presión comenzó a desarrollarse sobre el Golfo de Sidra, desarrollándose rápidamente en las próximas horas mientras se movía lentamente hacia el noroeste con una velocidad del viento de alrededor de 50 kilómetros por hora (31 mph). Para el 15 de septiembre, se había intensificado a 65 kilómetros por hora (40 mph) con una presión mínima de 1010 hPa, y se pronosticaba un mayor desarrollo en los días siguientes. El ciclón tenía un gran potencial de volverse tropical en los próximos días debido a las cálidas temperaturas del mar de 27 a 28 °C (81 a 82 °F) en la región. Los modelos meteorológicos predijeron que probablemente golpearía la costa oeste de Grecia el 17 o 18 de septiembre. Ianos se intensificó gradualmente sobre el mar Mediterráneo, adquiriendo una característica similar a un ojo. Ianos tocó tierra en Grecia en su máxima intensidad a las 03:00 UTC del 18 de septiembre, con vientos máximos de cerca de 65 mph y una presión mínima estimada en 995 mbar, equivalente a una fuerte tormenta tropical.
Grecia asignó al sistema el nombre "Ianos" (Ιανός), a veces anglicanizado como "Janus", mientras que el servicio meteorológico alemán utilizó el nombre "Udine"; los turcos utilizaron "Tulpar" y los italianos "Cassilda"; adoptado del Centro de Ciclones del Mediterráneo no oficial. Cuando Ianos pasó al sur de Italia el 16 de septiembre, produjo fuertes lluvias en la parte sur del país y en Sicilia. Se reportaron hasta 35 mm (1.38 pulgadas) de lluvia en Regio de Calabria, más que la precipitación mensual normal de la ciudad.
Ianos dejó cuatro muertos y una persona desaparecida, además de fuertes mareas en islas jónicas como Cefalonia, Zacinto, Ítaca y Léucade, y vientos de 120 kilómetros por hora (75 mph) en Karditsa que derribaron árboles y líneas eléctricas y provocaron deslizamientos de tierra.